# Saguenay–St. Lawrence Marine Park
Saguenay–St. Lawrence Marine Park er en marine-nationalpark i den canadiske provins Québec. Marinparken ligger hvor floden Saguenay River udvider sig til en fjord og møder floden Saint Lawrence.

Det var den første af Canadas nationalparker i Québec som blev oprettet for at beskytte det marine miljø. Mange hvaler , blandt andet en stor flok hvidhvaler, kommer i området på grund af store mængder føde i vandet der.
Hvert år besøger mange turister området via byen Tadoussac, som ligger ved Saguenays udmunding, for at se hvalerne.
- Kort over parken ved Saguenay Rivers udløb i St. Lawrence
- Saguenay River og Cap Éternité
- Hvidhval ved Tadoussac
- Saguenay Fjord